# Harkivi metró
A harkivi metró (ukránul: Харківський метрополітен, magyar átírásban: Harkivszkij metropoliten) az ukrajnai Harkiv város föld alatti gyorsvasúti rendszere, melyet 1975-ben nyitottak meg. Három metróvonallal és harminc állomással rendelkezik. A hálózat teljes hossza 38,1 km. A harkivi volt a hatodik metró a Szovjetunióban és a kijevi után a második ukrajnai metrórendszer. A Harkivszkij metropoliten vállalat üzemelteti.

## Története

### Előkészületek
A második világháborús károk felszámolása után, az 1950-es évek végére, az 1960-as évek elejére jelentős népességnövekedés ment végbe és elkezdték építeni a város nagy lakótelepeit. A megnövekedett népességet a meglévő közlekedési infrastruktúra már nem tudta kiszolgálni. A belváros szűk utcái nem tették lehetővé a villamoshálózat és a tranzitforgalom bővítését. Legcélszerűbb megoldásnak a metróhálózat kiépítése tűnt. A harkivi metró szükségessége hivatalosan először 1962-ben merült fel, amikor a Szovjet Legfelsőbb Tanács december 12-i ülésén Mikola Szobol, a Harkovi területi pártbizottság titkára javasolta a város metróhálózatának megépítését.
A városi infrastruktúra fejlesztéséért felelős Harkovprojekt három alternatívát vizsgált meg a gyorvasúti közlekedési fejlesztésére: a metrót, a gyorsvillamost és az egysínű vasutat. A Harkovprojekt arra a következtetésre jutott, hogy a legcélszerűbb megoldás a metró kiépítése lenne. A város szerkezetéből, a nagy ipari központok és a lakótelepek elhelyezkedéséből adódóan a hangsúlyt a kelet–nyugati föld alatti tömegközlekedési kapcsolatra helyezték.
1968. április 28-án a szovjet kormány jóváhagyta a harkivi metró megépítésének tervét. 1968 májusában létrehozták a műszaki dokumentáció kidolgozására a Harkovmetroprojekt intézetet. A következő hónapban Bakuból és Kijevből megérkeztek az első metróépítő szakemberek Harkivba.